# 시버트
시버트(sievert, 기호: ㏜)는 선량당량(dose equivalent)을 나타내는 SI 단위계의 단위이다. 일반적인 방사선의 흡수량(흡수당량; absorbed dose)은 그레이로 표현되는데 반해, 시버트는 여기에 생물학적 효과까지 반영한 단위이다. 시버트라는 단위는 방사능 노출 측정 및 생물학적 영향을 연구한 스웨덴의 유명한 의학 및 물리학자인 롤프 막시밀리안 시베르트의 이름을 딴 것이다.
일반적으로 밀리렘을 많이 사용해왔지만, 점차 국제표준인 시버트가 더 많이 이용되고 있다. 1밀리시버트는 100 밀리렘과 같다.

## 정의
생물 조직에 대한 선량당량은 그레이로 표시되는 흡수당량에 방사능 종류에 따른 선질계수(quality factor) Q와 그밖의 다른 요소들을 나타내는 계수 N을 곱해서 구해진다. N은 노출되는 신체 부위, 시간 및 부피, 혹은 종에 따라서 달라진다. Q와 N은 단위가 없다. Q와 N의 곱은 복사 가중치(radiation weighting factor)라고 하며 Wr로 표시한다. 여러 조직으로 구성된 장기에 대해서는 가중치 합이나 적분 등이 사용된다. SI 단위계에서
1 Sv = 1 J/kg = 1 m2·s–2
시버트는 그레이와 단위는 같지만 (J/kg), 구별되어 사용된다. 흡수당량과 선량당량의 구분을 위해 흡수당량을 위해서는 그레이, 선량당량을 위해서는 시버트가 사용된다. 주어진 그레이 단위의 방사능에 대해서도, 시버트 단위의 생물학적인 효과는 복사 가중치(Wr)에 따라 매우 차이가 난다.

## SI 접두어 및 변환
일반적으로 사용되는 SI 접두어는 밀리시버트(1mSv = 10−3Sv) 와 마이크로 시버트(1μSv = 10−6Sv) 와 나노시버트 (1nSv = 10−9Sv)이다.
예전에 사용되던 선량당량의 단위는 인체 뢴트겐 당량(렘)이며. 1 시버트는 100 렘과 같다. 어떤 분야나 국가에서는 렘/밀리렘(rem, millirem)이 시버트/밀리시버트(Sv, mSv)와 함께 사용되어 혼동을 주기도 한다. 즉 1 시버트는 100 렘, 10 밀리시버트는 1 렘이라는 변환은 기억하기 힘들며, 변환에 주의를 요한다. 이 단위들 간의 변환관계는 다음과 같다.
- 1 Sv = 1,000 mSv (millisieverts) = 1,000,000 μSv (microsieverts) = 1,000,000,000 nSv (nanosieverts) = 100 rem = 100,000 mrem (millirem)
- 1 mSv = 100 mrem = 0.1 rem
- 1 μSv = 0.1 mrem
- 1 rem = 0.01 Sv = 10 mSv
- 1 mrem = 0.00001 Sv = 0.01 mSv = 10 μSv

## 생활 척도
밀리시버트(mSv)는 X선이나 핵의학, 양전자 방출 단층촬영, 컴퓨터 단층 촬영등과 같은 의료 검진시 발생하는 유효 노출을 측정하는 경우 사용된다. 배경복사(자연 방사능)로 인한 유효 노출은 장소에 따라 매우 편차가 심하지만, 대개 일 년에 2.5에서 3.5 밀리시버트 근처이다.
전신 노출시에, 1 시버트는 약간의 혈액 변화를 유발하며, 2-5 시버트는 메스꺼움, 탈모, 출혈을 유발하며, 많은 경우 사망을 유발한다. 6 시버트 이상은 2 개월 이내에 80% 이상이 사망한다.
일상생활에서 노출되는 방사선량은 다음과 같다. 
- 흉부 X-레이 = 0.04 mSv
- 해수면에 도달하는 우주입자선 = 연간 0.24 mSv
- 지하로부터 나오는 지상 방사선 = 연간 0.28 mSv
- 매모그램 (Mammogram 유방암 진단) = 0.30 mSv
- 인체의 자연발생 방사선 = 연간 0.35 mSv
- 두뇌 CT 스캔 = 0.8 ~ 5 mSv
- 개인에게 미치는 연 평균 자연 방사선 양 : 2 mSv; 오스트레일리아는 1.5 mSv, 미국은 3 mSv
- 미국 가정의 연 평균 라돈 방사선 양 = 2 mSv
- 흉부 CT 스캔 = 6 ~ 18 mSv
- 미국인 연 평균 방사선 노출량 : 6.2 mSv
- 뉴욕-동경간 항공 승무원이 받는 연간 방사선 양 : 9mSv
- 하루 담배 1.5갑을 필 때 = 연간 80~160 mSv
- 내장기관 X-레이 = 14 mSv
- 핵관련 종사자 연간 허용치 : 20 mSv
- 이란, 인도, 유럽의 연간 배경 방사선 양 : 50 mSv
- 발암 최저 한계치 : 연간 100 mSv
- 체르노빌 사태 후 이주를 결정한 근거 : 평생 350 mSv
- 대한민국 옥천 누층군 내 우라늄에서 나오는 자연 방사능의 측정된 최고 수치 : 1년에 1.78 mSv[2]

## Q 값
특정한 종류와 에너지의 방사선이 상대적으로 조직에 미치는 피해는 Q 때로는 QF로 표시한다.
일부 Q 값은 다음과 같다.
- 모든 에너지의 광자 : Q = 1
- 모든 에너지의 전자 및 뮤온 : Q = 1
- 중성자
  - 에너지 < 10 keV : Q = 5
  - 10 KeV < 에너지 < 100 KeV : Q = 10
  - 100 KeV < 에너지 < 2 MeV : Q = 20
  - 2 MeV < 에너지 < 20 MeV : Q = 10
  - 에너지 > 20 MeV : Q = 5
- 양성자, 에너지 > 2 MeV : Q = 5
- 알파 입자 및 다른 원자핵 : Q = 20

## N 값
장기 및 조직에 대한 일부 N 값은 다음과 같다.
- 생식선: N = 0.20
- 골수, 결장, 폐, 위: N = 0.12
- 방광, 뇌, 유방, 콩팥, 간, 근육, 식도, 췌장, 소장, 비장, 갑상선, 자궁: N = 0.05
- 뼈 표면, 피부: N = 0.01

그리고 인간에 대한 기타 생명체의 N 값은 다음과 같다.
- 바이러스, 박테리아, 원생동물: N ≈ 0.03 – 0.0003
- 곤충류: N ≈ 0.1 – 0.002
- 연체동물: N ≈ 0.06 – 0.006
- 식물: N ≈ 2 – 0.02
- 어류: N ≈ 0.75 – 0.03
- 양서류: N ≈ 0.4 – 0.14
- 파충류: N ≈ 1 – 0.075
- 새: N ≈ 0.6 – 0.15
- 인간: N = 1

## 같이 보기
- 급성방사선증후군
- 베크렐
- 러더퍼드 (단위)

## 참고
- Abdeljelil Bakri, Neil Heather, Jorge Hendrichs, Ian Ferris; Fifty Years of Radiation Biology in Entomology: Lessons Learned from IDIDAS 보관됨 2016-06-01 - 웨이백 머신, 미국 곤충학회 연보, 98(1): 1-12 (2005)
- 전리복사의 양 및 단위에 관한 입문서 - 영국 국립 물리 연구소